# Anillaco
Anillaco es una localidad del norte de la provincia de La Rioja, Argentina, situada en el departamento Castro Barros, caracterizada por la actividad agrícola. La toponimia de la palabra Anillaco hace alusión a "La aguada del cielo", porque baja de lo alto del cerro, que se confunde con el cielo.

## Geografía

### Ubicación
Está a 30 km al sur de Aimogasta por la Ruta Nacional 75, a 92 km de la capital provincial por la misma ruta; además de estar a 117 km de la capital por la Ruta Nacional 38, RP 9 y RP 7. Está ubicada a la vera de los cerros, al igual que otras localidades del departamento, como Anjullón al norte, o la cabecera Aminga al sur, en un valle longitudinal entre los cordones de la sierra de Velasco, conocido como la Costa, por ser el punto de contacto de las montañas con la planicie, y estar recorrido por la ruta provincial N.º 1.

### Población
Cuenta con 1573 habitantes (Indec, 2010), lo que representa un incremento del 15,2 % frente a los 1365 habitantes (Indec, 2001) del censo anterior.
| Gráfica de evolución demográfica de Anillaco entre 1991 y 2010 |
|                                                                |
| Fuente: Censos nacionales del INDEC                            |

### Sismicidad
La sismicidad de la región de La Rioja es frecuente y de intensidad baja, y un silencio sísmico de terremotos medios a graves cada 30 años en áreas aleatorias.

## Economía
Sus principales actividades económicas, en tanto que constituye un oasis de regadío, son el cultivo de vid, olivo y frutales. Hay industria vitivinícola. También hay una industria textil (Fábrica textil Supertex). Hay un proyecto de cría de Esturiones en pleno proceso para extraer caviar, ubicado en Planta de Piscicultura. Atractivos: iglesia de San Antonio. Posee una hostería. Regionales con la venta de productos artesanales elaborados en la zona.

## Establecimientos educativos, culturales, deportivos y de salud
La localidad de Anillaco cuenta con cinco instituciones educativas de distintos niveles que cubren los requerimientos locales y de algunas de las localidades cercanas.
El CRILAR (Centro Regional de Investigaciones de La Rioja), fundado el 23 de marzo de 1998, desarrolla tareas de investigación referidas a ciencias naturales en regiones áridas y semiáridas.
En el Museo de Ciencias Naturales y Antropología de Anillaco (MUCNAA), inaugurado en agosto del 2016, se exhibe material e información sobre las actividades que se llevan a cabo en el CRILAR. Actualmente entre los temas expuestos se encuentran: paleontología, geología, arqueología, botánica, entomología (insectos), y mastozoología (mamíferos).
Anillaco cuenta con un polideportivo habilitado para la práctica de basquetbol, voleyball y patín, que es utilizado habitualmente para la realización de eventos y festividades.
El estadio Club Atlético Villa Anillaco, inaugurado el 8 de diciembre de 1925, citado en calle Carlos Saúl Menem s/n - Anillaco - La Rioja, cuenta con una capacidad en su interior de aproximadamente 1000 personas.
El Hospital Distrital Mohibe Akil de Menem, cuyo nombre recuerda a la madre del expresidente Carlos Saúl Menem, es uno de los dos que presta servicios de mediana complejidad del departamento Castro Barros.

## Infraestructura
Posee una pista de aterrizaje a la vera de la RN75 construida en 1997, de la cual el gobernador de La Rioja en ese entonces, Ángel Maza indicó que la pista serviría para la exportación agrícola de los productos de la región. Actualmente la pista se utiliza para vuelos oficiales y es utilizada por empresarios que operan en la región.

## Personas

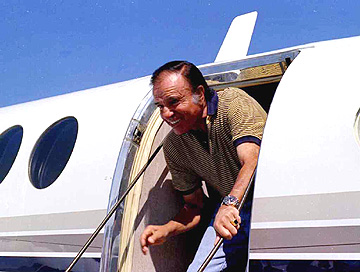
Carlos Menem desembarcando en el aeródromo de Anillaco en el año 1996

- En Anillaco nació Carlos Saúl Menem (1930-2021), Gobernador de la Provincia de La Rioja en los períodos 1973- 1976 y 1983-1989, presidente de la Nación Argentina en el período 1989-1999, y Senador Nacional por La Rioja en el período 2005-2021. Allí tenía su residencia particular, llamada "La Rosadita".
- Eduardo Menem, hermano del anterior, nació aquí el 30 de abril de 1938 (87 años).

## Parroquias de la Iglesia católica en Anillaco
| Diócesis  | La Rioja             |
| --------- | -------------------- |
| Parroquia | San Antonio de Padua |